# هانس جوچیم شلنهوبر
هانس جوچیم شلنهوبر (انگلیسی: Hans Joachim Schellnhuber؛ زاده ۷ ژوئن ۱۹۵۰) اهل آلمان یک دانشمند فیزیک اتمسفر ، اقلیم‌شناس، مدیر مؤسس انستیتوی تحقیقات تأثیر آب و هوایی پوتسدام، رئیس سابق شورای مشورتی آلمان در مورد تغییرات جهانی و از اول دسامبر ۲۰۲۳ نیز مدیر کل یک مؤسسه تحقیقات بین‌المللی (IIASA) در اتریش است.

## تحصیلات
شلنهوبر در  ۱۹۸۰ دکترای فیزیک نظری را از دانشگاه رگنسبورگ دریافت کرد، سپس در سال ۱۹۸۵ در فیزیک نظری در دانشگاه اولدنبورگ مهارت یافت. وی در سال ۱۹۸۱، در انستیتوی فیزیک نظری در دانشگاه کالیفرنیا، سانتا باربارا، در مقطع فوق دکترا مشغول به کار شد و با مدیر آن، والتر کوهن، که یکی از مربیان آکادمیک او شد، کار کرد.